# Dorfkirche Kunow (Prignitz)

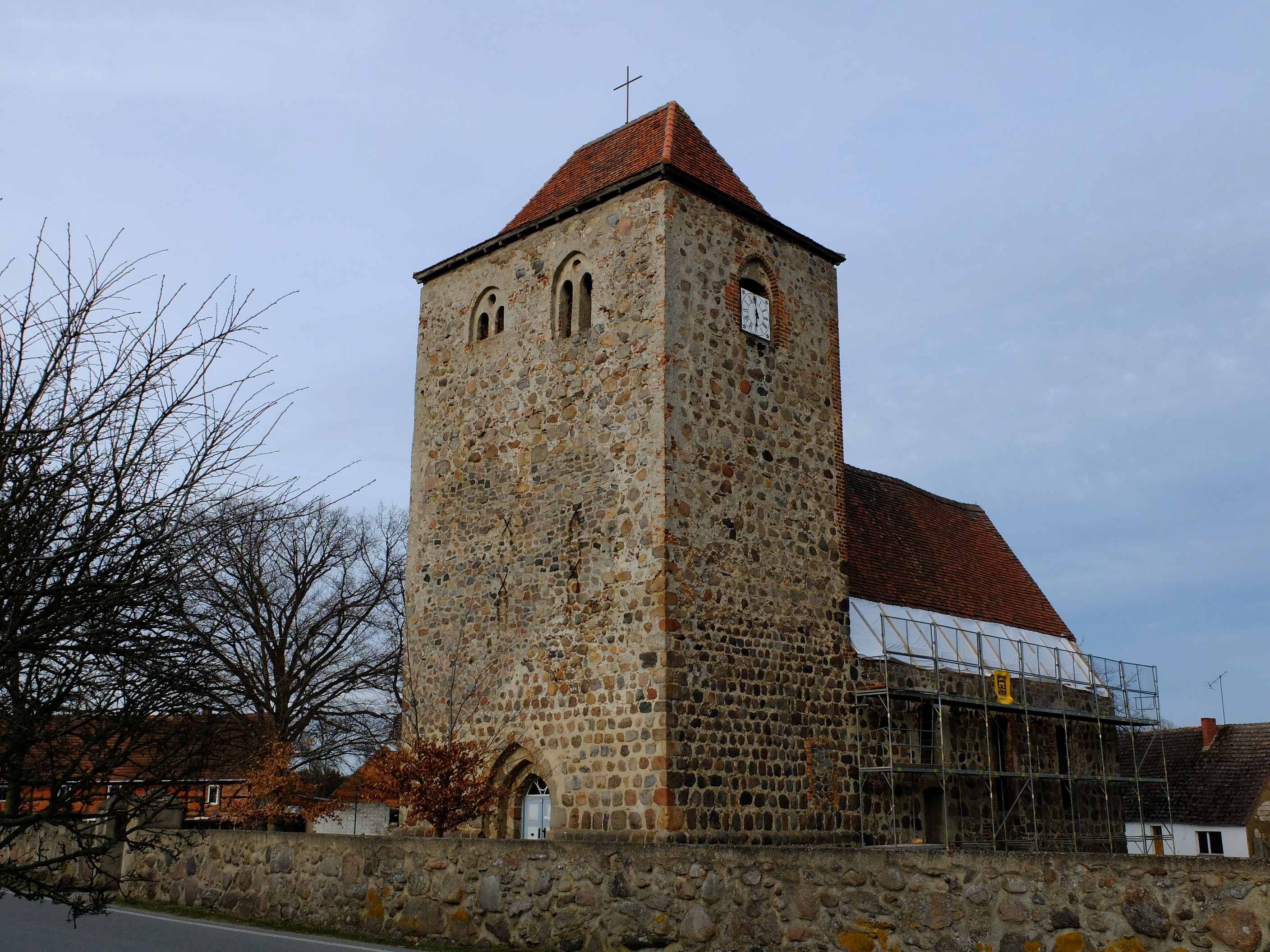
Dorfkirche Kunow in Prignitz

Die evangelische, denkmalgeschützte Dorfkirche Kunow steht in Kunow, einem Ortsteil der Gemeinde Gumtow im Landkreis Prignitz in Brandenburg. Die Kirche gehört zum Kirchenkreis Prignitz der Evangelischen Kirche Berlin-Brandenburg-schlesische Oberlausitz.

## Beschreibung
Der Kirchturm der Feldsteinkirche wurde am Ende des 13. Jahrhunderts gebaut, das östlich anschließende Langhaus in der zweiten Hälfte des 14. Jahrhunderts. Das Satteldach wurde 1448 erneuert. Der querrechteckige Kirchturm wurde erst in spätgotischer Zeit über die Dachtraufe des Langhauses hinaus aufgestockt und mit einem quer zum Schiff angeordneten Walmdach bedeckt. Sein oberstes Geschoss beherbergt die Turmuhr und den Glockenstuhl. Die Fenster im Langhaus wurden später stichbogig vergrößert.
Der Innenraum ist mit einer Flachdecke auf Unterzügen überspannt. Der 1691 gebaute Kanzelaltar wurde dadurch verändert, indem der Korb der Kanzel als Ambo verwendet und durch ein modernes Altarretabel ersetzt wurde. Die Orgel mit acht Registern, einem Manual und einem Pedal wurde 1884 von Friedrich Hermann Lütkemüller gebaut.